# バイロン・ロハス
バイロン・ロハス（Byron Hasael Rojas Hernandez、男性、1990年6月23日 - ）は、ニカラグアのプロボクサー。マタガルパ出身。元WBA世界ミニマム級王者。KO率こそは低いが豊富な体力、ノンストップ連打とスピードを武器に接近戦に持ち込むスタイルとする選手。

## 来歴
2010年8月14日、マナグアのヒムナシオ・アレクシス・アルゲリョでデビュー戦を行い、4回1-0（2者が38-38、39-37）の判定で引き分けた。
2010年9月4日、マナグアのヒムナシオ・アレクシス・アルゲリョでホセ・カルバハルと対戦し、2回2分13秒KO勝ちを収めた。
2010年11月13日、マナグアのプエルト・サルバドール・アジェンデでアルシデス・マルチネスと対戦し、4回1-1（39-37、37-39、38-38）の判定で引き分けた。
2010年12月18日、マナグアのプエルト・サルバドール・アジェンデでアルシデス・マルチネスと再戦し、4回0-1（2者が38-38、37-39）の判定で引き分けた。
2012年2月18日、マサヤのヒムナシオ・デ・ ニンディリでロジャー・コジャドと対戦し、4回10秒TKO勝ちを収めた。
2012年8月4日、マナグアのヒムナシオ・アレクシス・アルゲリョでルイス・リオスと対戦し6回1-2（58-56、56-58、57-58）の判定負けを喫した。
2012年12月1日、マサヤのヒムナシオ・デ・ ニンディリでロジャー・コジャドと対戦し、6回1-2（58-56、2者が56-58）の判定負けを喫した。
2013年7月27日、マナグアのプエルト・サルバドール・アジェンデでオマール・オルティスと対戦し、3回2分44秒TKO勝ちを収めた。
2013年8月30日、マナグア県シウダー・サンディノでアルシデス・マルチネスと3度目の対戦になったが、偶然のバッティングで3回47秒無効試合に終わった。
2013年11月30日、マタガルパでニカラグアミニマム級王者のホセ・アギラルと対戦し、10回3-0（99-91、98-92、97-93）の判定勝ちを収め王座獲得に成功した。
2014年2月8日、マタガルパでエドゥアルド・マルチネスと対戦し、10回3-0（2者が99-91、98-92）の判定勝ちを収めた。
2015年8月22日、マタガルパでバイロン・カステリョンと対戦し、10回3-0（2者が97-93、98-92）の判定勝ちを収めニカラグア王座の初防衛に成功した。
2016年2月15日、WBA世界ミニマム級8位にランクインした。
2016年3月19日、ハウテン州ケンプトンパークのエンペラーズ・パレスでWBA世界ミニマム級スーパー王者のヘッキー・ブドラーと対戦し、12回3-0（3者共に115-113）の判定勝ちを収めて王座を獲得した。
2016年6月29日、コーンケン県でWBA世界ミニマム級暫定王者のノックアウト・CPフレッシュマートと王座統一戦を行い、12回0-3（3者共に113-115）の判定負けを喫して王座を失った。
2018年2月9日、WBAはWBA世界ミニマム級1位のバイロン・ロハスをWBA世界ミニマム級王者のノックアウト・CPフレッシュマートの指名挑戦者に認定した。

## 戦績
- プロボクシング：31戦24勝(10KO)3敗3分1無効試合

| 戦           | 日付           | 勝敗 | 時間    | 内容    | 対戦相手                         | 国籍             | 備考                                    |
| ------------ | -------------- | ---- | ------- | ------- | -------------------------------- | ---------------- | --------------------------------------- |
| 1            | 2010年8月14日  | 引分 | 4R      | 判定1-0 | カルロス・マンサナレス           | ニカラグア       | プロデビュー戦                          |
| 2            | 2010年9月4日   | 勝利 | 2R 2:13 | TKO     | ホセ・カルバハル                 | ニカラグア       |                                         |
| 3            | 2010年9月25日  | 勝利 | 2R 1:40 | TKO     | フランシスコ・エリザベス         | ニカラグア       |                                         |
| 4            | 2010年10月30日 | 勝利 | 4R      | 2-1     | カルロス・マンサナレス           | ニカラグア       |                                         |
| 5            | 2010年11月13日 | 引分 | 4R      | 1-1     | アルシデス・マルチネス           | ニカラグア       |                                         |
| 6            | 2010年12月18日 | 引分 | 4R      | 0-1     | アルシデス・マルチネス           | ニカラグア       |                                         |
| 7            | 2011年3月11日  | 勝利 | 4R      | 判定3-0 | ジョンソン・テレス               | ニカラグア       |                                         |
| 8            | 2011年3月26日  | 勝利 | 4R 2:14 | TKO     | フランシスコ・エリザベス         | ニカラグア       |                                         |
| 9            | 2012年2月18日  | 勝利 | 4R 0:10 | TKO     | ロジャー・コジャド               | ニカラグア       |                                         |
| 10           | 2012年8月4日   | 敗北 | 6R      | 判定1-2 | ルイス・リオス                   | ニカラグア       |                                         |
| 11           | 2012年12月1日  | 敗北 | 6R      | 判定1-2 | ロジャー・コジャド               | ニカラグア       |                                         |
| 12           | 2013年3月23日  | 勝利 | 4R 2:19 | TKO     | アレクサンデル・マーティン       | ニカラグア       |                                         |
| 13           | 2013年7月27日  | 勝利 | 3R 2:44 | TKO     | オマール・オルティス             | ニカラグア       |                                         |
| 14           | 2013年8月30日  | -    | 3R 0:47 | NC      | アルシデス・マルチネス           | ニカラグア       |                                         |
| 15           | 2013年10月19日 | 勝利 | 8R      | 判定3-0 | ルイス・リオス                   | ニカラグア       |                                         |
| 16           | 2013年11月30日 | 勝利 | 10R     | 判定3-0 | ホセ・アギラル                   | ニカラグア       | ニカラグアミニマム級タイトルマッチ      |
| 17           | 2014年2月8日   | 勝利 | 8R      | 判定3-0 | エドゥアルド・マルチネス         | メキシコ         |                                         |
| 18           | 2014年3月22日  | 勝利 | 2R 2:30 | TKO     | イスラエル・モラレス             | メキシコ         |                                         |
| 19           | 2014年5月17日  | 勝利 | 8R      | 判定3-0 | リカルド・ペレス                 | メキシコ         |                                         |
| 20           | 2014年8月23日  | 勝利 | 8R      | 判定3-0 | ホセ・アギラル                   | ニカラグア       |                                         |
| 21           | 2014年10月25日 | 勝利 | 5R 0:10 | TKO     | フリオ・メンドサ                 | ニカラグア       |                                         |
| 22           | 2015年8月22日  | 勝利 | 10R     | 判定3-0 | バイロン・カステリョン           | ニカラグア       | ニカラグア王座防衛1                     |
| 23           | 2016年3月19日  | 勝利 | 12R     | 判定3-0 | ヘッキー・ブドラー               | 南アフリカ共和国 | WBA世界ミニマム級タイトルマッチ         |
| 24           | 2016年6月29日  | 敗北 | 12R     | 判定0-3 | ノックアウト・CPフレッシュマート | タイ             | WBA世界ミニマム級王座統一戦 WBA王座陥落 |
| 25           | 2016年8月27日  | 勝利 | 8R      | 判定3-0 | オマール・オルティス             | ニカラグア       |                                         |
| 26           | 2017年5月26日  | 勝利 | 6R 3:00 | TKO     | フアン・ロペス・マルティネス     | ニカラグア       |                                         |
| 27           | 2017年6月30日  | 勝利 | 8R      | 判定3-0 | カルロス・オルテガ               | パナマ           |                                         |
| 28           | 2017年8月25日  | 勝利 | 8R      | 判定3-0 | ネルソン・ルナ                   | ニカラグア       |                                         |
| 29           | 2017年10月14日 | 勝利 | 3R 0:10 | TKO     | エディ・カストロ                 | ニカラグア       |                                         |
| 30           | 2017年11月24日 | 勝利 | 6R      | 判定3-0 | オマール・オルティス             | ニカラグア       |                                         |
| 31           | 2017年12月15日 | 勝利 | 6R      | 判定2-0 | バイロン・カステリョン           | ニカラグア       |                                         |
| テンプレート |                |      |         |         |                                  |                  |                                         |

## 獲得タイトル
- ニカラグアミニマム級王座
- WBA世界ミニマム級王座（防衛0）
- IBO世界ミニマム級王座